# Samsung Galaxy A9 (2018)
Samsung Galaxy A9 (2018) – smartfon przedsiębiorstwa telekomunikacyjnego Samsung Electronics z serii Galaxy A. Telefon został ogłoszony 11 października 2018 roku na imprezie A Galaxy w Kuala Lumpur w Malezji jako następca Samsunga Galaxy A9 (2016). Galaxy A9 (2018) to pierwszy na świecie smartfon z 4 różnymi kamerami z tyłu.
Cena telefonu w dniu wejścia do sprzedaży została ustalona na 2499 zł.

## Wygląd zewnętrzny oraz wykonanie[4]
Tylny panel i ekran wykonane są ze szkła Corning Gorilla Glass 5. Rama telefonu jest wykonana z błyszczącego aluminium.
Na tylnej obudowie umieszczona jest latarka.
Konstrukcja smartfona jest podobna do Galaxy A7 (2018).
Na dole urządzenia znajduje się USB-C, głośnik, mikrofon oraz gniazdo słuchawkowe (jack 3,5 mm), natomiast na górnej krawędzi znajduje się drugi mikrofon oraz tacka na karty. Po lewej stronie znajduje się przycisk Bixby, natomiast na prawej stronie przycisk do regulacji głośności oraz przycisk zasilania.
Smartfon jest sprzedawany w 3 kolorach: czarnym (Caviar Black), niebieskim (Lemonade Blue) i różowym (Bubblegum Pink).

## Specyfikacja techniczna[5][6]

### Wyświetlacz i kamera
Telefon wyposażony jest w wyświetlacz 6,3-calowy Super AMOLED FHD+ (2400 × 1080 px, 392 ppi) o proporcjach 18,5:9. Samsung Galaxy A9 (2018) posiada aparaty: główny o rozdzielczości 24 MP z przysłoną f/1.7, tele 10 MP z przysłoną f/2.4, szerokokątny 8 MP z przysłoną f/2.4 i 5 MP do pomiaru głębi z przysłoną f/2.2. Z przodu telefonu umieszczony jest przedni aparat o rozdzielczości 24 MP z przysłoną f/2.0. Tylne kamery mogą nagrywać wideo do 4K przy 30 fps.

### Pamięć
Telefon jest wyposażony w 6 GB lub 8 GB pamięci RAM (zależnie od wersji) oraz 128 GB pamięci wewnętrznej, którą można rozszerzyć za pomocą karty microSD o pojemności do 512 GB.

### Bateria
A9 (2018) posiada baterię litowo-polimerową z pojemnością 3800 mAh.

### Oprogramowanie
Galaxy A9 (2018) jest wyposażony w system Android 8.0 „Oreo” i Samsung Experience 9.0 z możliwością aktualizacji do Androida 10 i One UI 2.1. Telefon ma również Samsung Knox, który zwiększa bezpieczeństwo systemu i urządzenia. Aktualne poprawki zabezpieczeń dla telefonu zostały wydane 2 czerwca 2022 roku i są datowane na 1 stycznia 2022.

### Procesor
Snapdragon 660 z zegarem procesora 2,2 GHz (4x2.2 GHz Kryo 260 Gold & 4x1.8 GHz Kryo 260 Silver). Jest on w 14nm procesie litograficznym. Procesor posiada 8 rdzeni oraz układ graficzny Adreno 512.

### Inne informacje
A9 (2018) posiada czytnik linii papilarnych umieszczony z tyłu obudowy i funkcję rozpoznawania twarzy. Można umieścić w nim dwie karty SIM, w ramach „dual SIM”. Wspiera szybkie ładowanie (Fast Charging) do 18W. Telefon posiada akcelerometr, Always On Display czujnik światła, czujnik zbliżeniowy, magnetometr, efekt Halla oraz żyroskop.

### Testy syntetyczne
- AnTuTu: 140500 (v7)
- GeekBench: 5763 (v4.4)
- GFXBench: 8.3fps (ES 3.1 onscreen)